# 暁に斬る!
『暁に斬る!』（あかつきにきる）は、関西テレビ制作でフジテレビ系列にて1982年10月5日から1983年3月29日に毎週火曜22時からの1時間枠で放送された連続テレビ時代劇。全26話。

## 内容
元武士の並木平四郎が武藤半兵衛と共に、閻魔を名乗って悪を斬り捨てる物語。
ただし、斬り捨てるのは悪事を働いた本人のみで、何も知らない悪人の手下を斬らずに済むようにしている。
武士を捨てた並木と女房のお春の過去が物語の主軸となっているため、随所にちりばめられた桃太郎の入浴などといった色気シーンが陰惨なドラマ展開に対する清涼剤の役割を果たしていた。

## キャスト
- 並木平四郎：北大路欣也
- お春：名取裕子
- 磯吉：清水善三
- 黒木弾十郎：セント
- 利助：ルイス
- 夢助：御木本伸介
- 桃太郎：五月みどり
- 青山左内：若林豪
- 武藤半兵衛：山城新伍

## スタッフ
当初は三船プロの実制作で企画が進んでいたが、同社の担当プロデューサーの元村武が無断で退社する騒動が起きた。この騒動では東北新社の植村伴次郎が仲裁に入り、東北新社が子会社として「株式会社ヴァンフィル」を設立し、同じく無断退社するプロデューサー「伊藤満」と元村が当該会社に移籍することになった。これに伴い、番組の企画制作はヴァンフィルと三船プロが共同で行うこととなった。
- 制作：内海佑治、元村武
- 企画：巻幡展男、三船敏郎
- プロデューサー：岡林可典、山口謙二
- 音楽：伊部晴美
- 選曲：山本逸
- 撮影：村尾信明
- 照明：遠藤克己
- 美術：望月正照
- 録音：板寺昇
- 殺陣：高倉英二
- 編集：阿良木佳弘
- 助監督：横井洋
- 記録：小島秀子
- 製作担当：荻原静
- 演技事務：真鍋和己
- 広報：赤間慎一
- 協力：三船プロダクション
- 主題歌：泉洋次とスパンキー『狼よ一人で走れ』（作詞：門谷憲二、作曲：泉洋次、編曲：大規ひろゆき）
- 制作：KTV、ヴァンフィル

## サブタイトルリスト
| 話 | サブタイトル           | 放送日     | 脚本            | 監督       | ゲスト |
| -- | ---------------------- | ---------- | --------------- | ---------- | --- |
| 1  | 燃えろ!好色寺          | 1982/10/5  | 小川英          | 長谷部安春 | 大場久美子、西田健、柴田侊彦、名和宏、内田勝正、永井秀明、飛鳥裕子、渡辺とく子、堀田真三、三輪猛雄、辻三太郎、岩瀬裕子、逸見慶子、森岡隆児、井村昴、水谷大輔、森卓三                                     |
| 2  | 夫婦橋慕情             | 1982/10/12 | 村尾昭          | 鷹森立一   | 倉田保昭、戸浦六宏、頭師佳孝、折原啓子、片桐竜次、根岸一正、菅野直行、三重街恒二、武田博、山口正一郎、大島光幸、柿木恵至、石崎洋光、甲斐武、郷内栄喜、渋谷さだ子、田城英子                               |
| 3  | 晒された悪夢           | 1982/10/19 | 和久田正明      | 長谷和夫   | 金田龍之介、京春上、草薙良一、遠藤征慈、福山象三、大前均、森下明、中瀬博文、和田正義、甲斐武、森岡隆児、鈴木実、大貫幸雄、里見千草、菊川与市、砂田篤志、清水進一、鶴見晃弘                               |
| 4  | 忍びを愛した女         | 1982/10/26 | 石川孝人        | 長谷和夫   | 高岡健二、江角英、小林伊津子、高野真二、宮島美智子、入江正徳、小緑淳子、北村大造、吉中六、大島光幸、内藤路代、原田千枝子、二家本辰巳、矢野博、岡野明、渋谷さだ子                                         |
| 5  | 医者が差し出す女体御供 | 1982/11/2  | 宮川一郎        | 長谷部安春 | 有島一郎、范文雀、久富惟晴、勝部演之、山科ゆり、伊吹徹、山本昌平、晴海勇三、花かおる、水谷大輔、森卓三                                                                                                   |
| 6  | 生娘殺し               | 1982/11/9  | 池上金男        | 原田雄一   | 丹波義隆、綿引勝彦、竹井みどり、早川研吉、小沢象、河原さぶ、津山栄一、小坂明央、高橋義治、西屋東、坂本由美、角川博子、長塚美登、山口正一郎                                                               |
| 7  | 誤診の罠               | 1982/11/16 | 小川英 尾西兼一 | 長谷部安春 | 山本ゆか里、にしきのあきら、ひし美ゆり子、堺左千夫、三角八朗、西田良、三夏紳、大島光幸、戸塚孝、藤田康之、中瀬博文、森岡隆児、田城英子、水谷大輔、森卓三                                                 |
| 8  | ふんどし異聞           | 1982/11/23 | 森﨑東          | 原田雄一   | 待田京介、宮野智賀子、中山昭二、北公次、稲吉靖司、山吹まゆみ、小池雄介、相川圭子、橘雪子、中村光次郎、草薙庄一郎                                                                                         |
| 9  | かっぽれ哀歌           | 1982/11/30 | 村尾昭          | 長谷部安春 | 角替和枝、深江章喜、戸川京子、八名信夫、吉原正皓、中真千子、新山真弓、続圭子、今西正男、杉山孝、倉富勝士、佐藤了一、甲斐武、森岡隆児、大貫幸雄                                                           |
| 10 | 血塗られた白い肌       | 1982/12/7  | 和久田正明      | 長谷部安春 | 日向明子、郷鍈治、南利明、倉島襄、松枝錦治、加藤大樹、仙波和之、平野邦洋、永井英里、喜田晋平、森下章、星野晃、大島光幸、有馬明良、柿木恵至、石崎洋光、二家本辰巳                                         |
| 11 | 男と女の異国船         | 1982/12/14 | 石川孝人        | 長谷和夫   | 島村佳江、加納竜、長谷川弘、唐沢民賢、原口剛、大竹義夫、サイトウヒロシ、西沢正代、星野晃、柿木恵至、田城英子、水谷大輔、森卓三                                                                           |
| 12 | 邪恋・若妻殺し         | 1982/12/21 | 池上金男        | 長谷和夫   | 金沢碧、松橋登、田中浩、伊沢一郎、大竹修造、近藤準、林弘造、田中洋介、大山豊、鈴木実、森岡隆児、市川勉、木場剛                                                                                           |
| 13 | 霧雨は娼婦のしのび泣き | 1982/12/28 | 和久田正明      | 吉川一義   | 中島ゆたか、亀石征一郎、中村孝雄、高杉玄、原田力、大川義幸、久遠利三、入江正徳、竹田光裕、広森信吾、石崎京美                                                                                             |
| 14 | 大江戸ゴッドファーザー | 1983/1/4   | 田上雄          | 吉川一義   | 下元勉、平泉征、田武謙三、下塚誠、沖田駿一、京唄子、鳳啓助、青空球児・好児、岩城力也、住吉正博、藤江リカ、潮健児、岩城力也、潮健児、丘野桃子、石垣恵三郎、武田ヒロシ、吉田太門                           |
| 15 | 越後湯けむり女の情     | 1983/1/11  | 和久田正明      | 長谷和夫   | 赤座美代子、森川正太、草薙幸二郎、天地真理、丹古母鬼馬二、草薙良一、吉川なよ子、徳弘夏生、堀礼文、森岡隆児、大島光幸、郷内栄喜、古川隆                                                                   |
| 16 | 非情の町のこぼれ花     | 1983/1/18  | 村尾昭          | 関本郁夫   | 藤木敬士、頭師佳孝、立川光貴、武内文平、福山象三、松村和美、信実一徳、松浪志保、花原照子、丸岡将嗣、石原昭宏、田中哲也、島敬輔、谷本小夜子、橘比呂子、山中康司、篠田薫、酒井郷博                         |
| 17 | 紅鶴はやわ肌に燃える   | 1983/1/25  | 鈴木則文        | 関本郁夫   | 木村元、幸田宗丸、堀之紀、天草四郎、保科三良、渡辺とく子、内田タクマ、吉沢由起、野路きくみ、久里みのる、大島光幸、甲斐武、柿木恵至、郷内栄喜、大貫幸雄、北斗太郎、深作覚、高橋正昭                       |
| 18 | 亭主一人に女房が三人   | 1983/2/1   | 村尾昭          | 岡林可典   | 野川由美子、峰岸徹、丸山秀美、保積ペペ、山本昌平、大下哲矢、星野晃、清水忠一、大貫幸雄、二家本辰巳 |
| 19 | （秘）尼寺の闇をあばけ | 1983/2/8   | 小川英 胡桃哲   | 岡林可典   | 仁和令子、小林稔侍、左右田一平、水島美奈子、榊ひろみ、松風はる美、吉中六、井上三千男、大山豊、大島光幸、竹田恵利子、早瀬さとみ                                                                           |
| 20 | 甘き女体の罠           | 1983/2/15  | 田上雄          | 原田雄一   | 児島美ゆき、小野進也、加山麗子、大木正司、兼松隆、小坂明央、団巌、岩瀬裕美、荻原紀、森岡隆児、藤原益二、中瀬博文、石崎洋光、草薙庄一郎、和田正義                                                         |
| 21 | 女スリの乳房がうずく   | 1983/2/22  | 村尾昭          | 林宏樹     | 風祭ゆき、小林勝彦、松本朝夫、片桐竜次、中真千子、加瀬悦孝、倉島襄、友金敏雄、星野晃、大貫幸雄、甲斐武、森岡隆児、北斗太郎、柿木恵至、深作覚、石崎洋光                                                   |
| 22 | 新説 ねずみ小僧伝      | 1983/3/1   | 和久田正明      | 林宏樹     | 蟹江敬三、服部まこ、内田勝正、山岡徹也、宮城健太郎、都築宏一郎、高橋義治、天野良昭、阿部光子、岡田和子、沢柳廸子、山田博幸、郷内栄喜、城野勝巳                                                           |
| 23 | 天女が仕掛けた恋の罠   | 1983/3/8   | 石川孝人        | 斎藤光正   | 三浦真弓、宮口二郎、小野武彦、根岸一正、矢野間啓二、杉山孝、甲斐武、花野育子、星野晃、村上久勝、大貫幸雄、高橋正昭、森下明、柿木恵至、三浦裕子                                                           |
| 24 | 新妻の叫び"私を殺して" | 1983/3/15  | 村尾昭          | 長谷部安春 | 山本みどり、石田信之、長谷川弘、唐沢民賢、椎谷建治、加藤大樹、佐藤了一、続雅也子、賀川幸四郎、荻原紀、森岡隆児、武田博、山部由香里                                                                       |
| 25 | 悪魔にさらした白い肌   | 1983/3/22  | 和久田正明      | 長谷和夫   | 菅貫太郎、中村亜湖、奥村公延、川崎公明、新海丈夫、小山友成、竹田光裕、小田草之介、門脇三郎、甲斐武、戸塚孝、大貫幸雄、有馬明良、柿木恵至、城野勝巳                                                       |
| 26 | 平四郎 怒りの死闘！    | 1983/3/29  | 村尾昭          | 長谷和夫   | 川辺久造、榊ひろみ、睦五郎、須藤健、武藤英司、北町嘉朗、仙波和之、久里みのる、堀光昭、野口隆哉、槙村香、喜田晋平、永谷悟一、宮川せい六、穴原正義、小川真喜子、大島光幸、和田正義、中村光次郎、三浦裕美子 |